# Areca hutchinsoniana
Areca hutchinsoniana là loài thực vật có hoa thuộc họ Arecaceae. Loài này được Becc. mô tả khoa học đầu tiên năm 1919.